# Heilig-Geist-Spital (Dinkelsbühl)

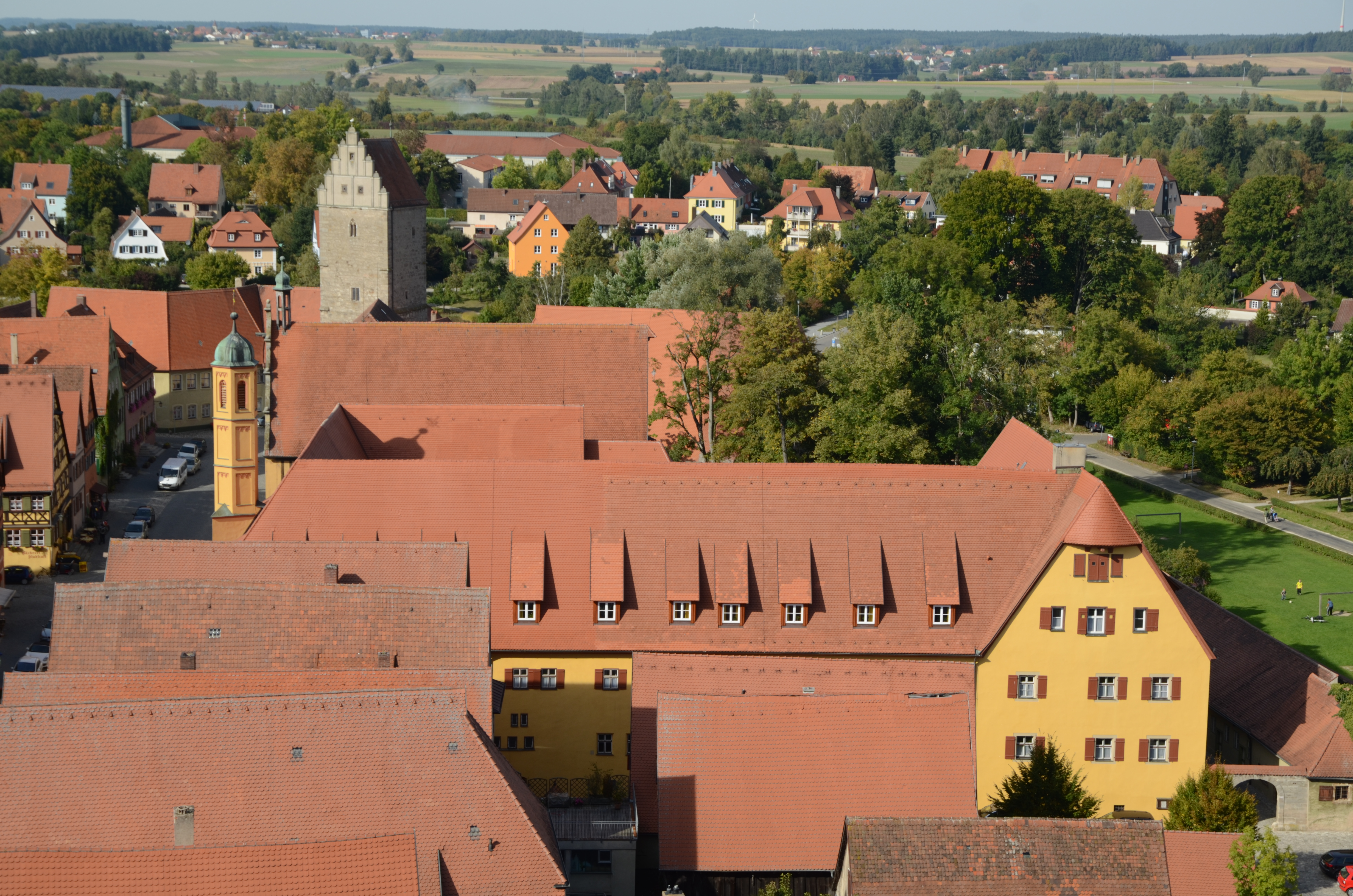
Überblick über den Spitalsbereich

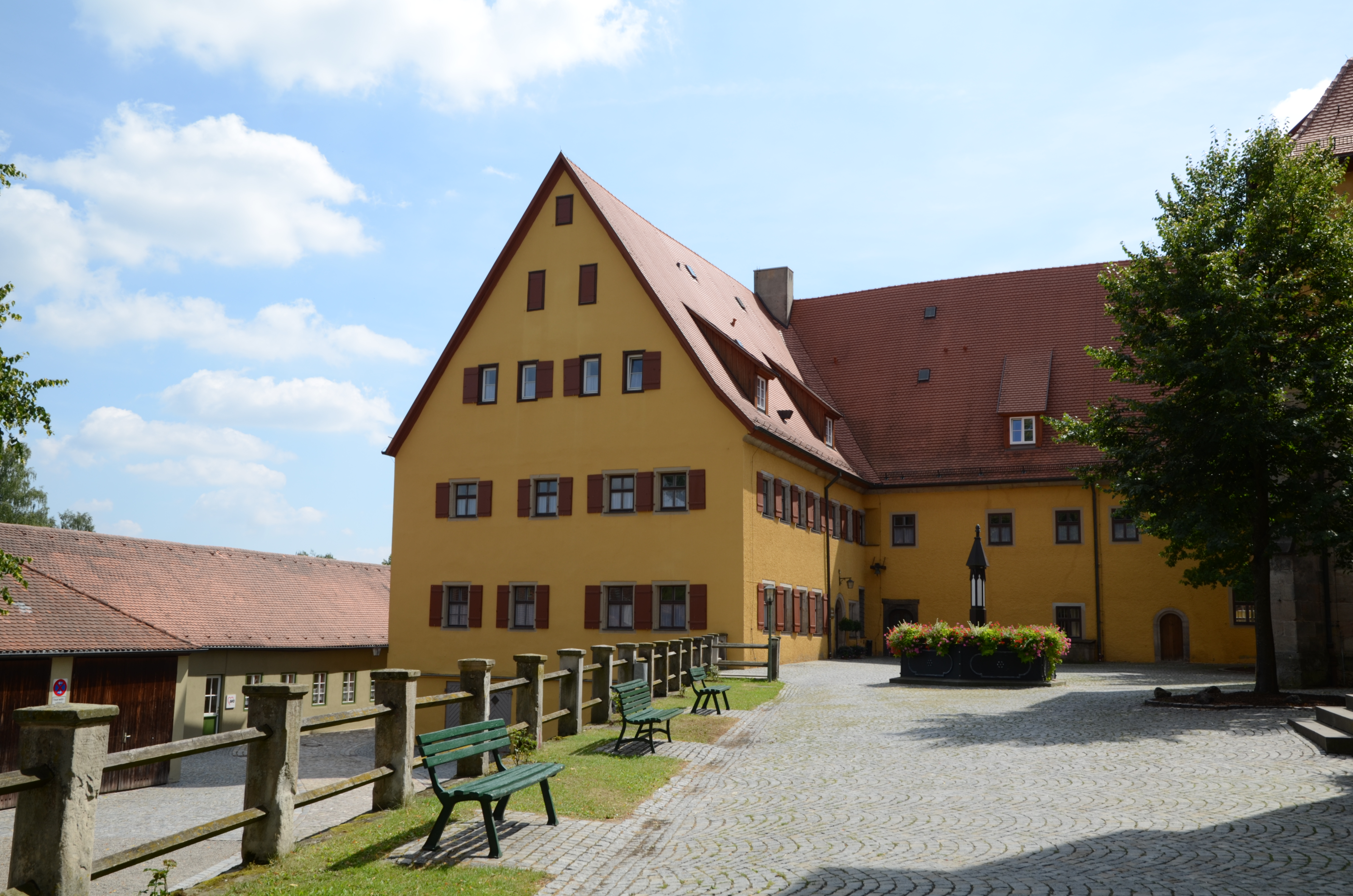
Pfründehaus des Spitals

Das ehemalige Heilig-Geist-Spital in der mittelfränkischen Großen Kreisstadt Dinkelsbühl, Landkreis Ansbach, ist ein großer Baudenkmal-Komplex an der Dr.-Martin-Luther-Straße in der Altstadt. Bei der Gründung lag das damals noch recht kleine Hospital der Heiligen Maria und des Heiligen Geistes außerhalb des ältesten staufischen Mauerrings der Reichsstadt Dinkelsbühl. Nach der spätmittelalterlichen Stadterweiterung und dem Bau der die Vorstädte umfassenden Stadtmauer liegt es mit seinen 8.500 Quadratmetern Fläche im nordöstlichen Mauerwinkel am Rothenburger Tor und bildet bis heute eine Art abgegrenztes Stadtquartier, dessen denkmalgeschützte Gebäude recht unterschiedliche weltliche Funktionen haben.

## Geschichte

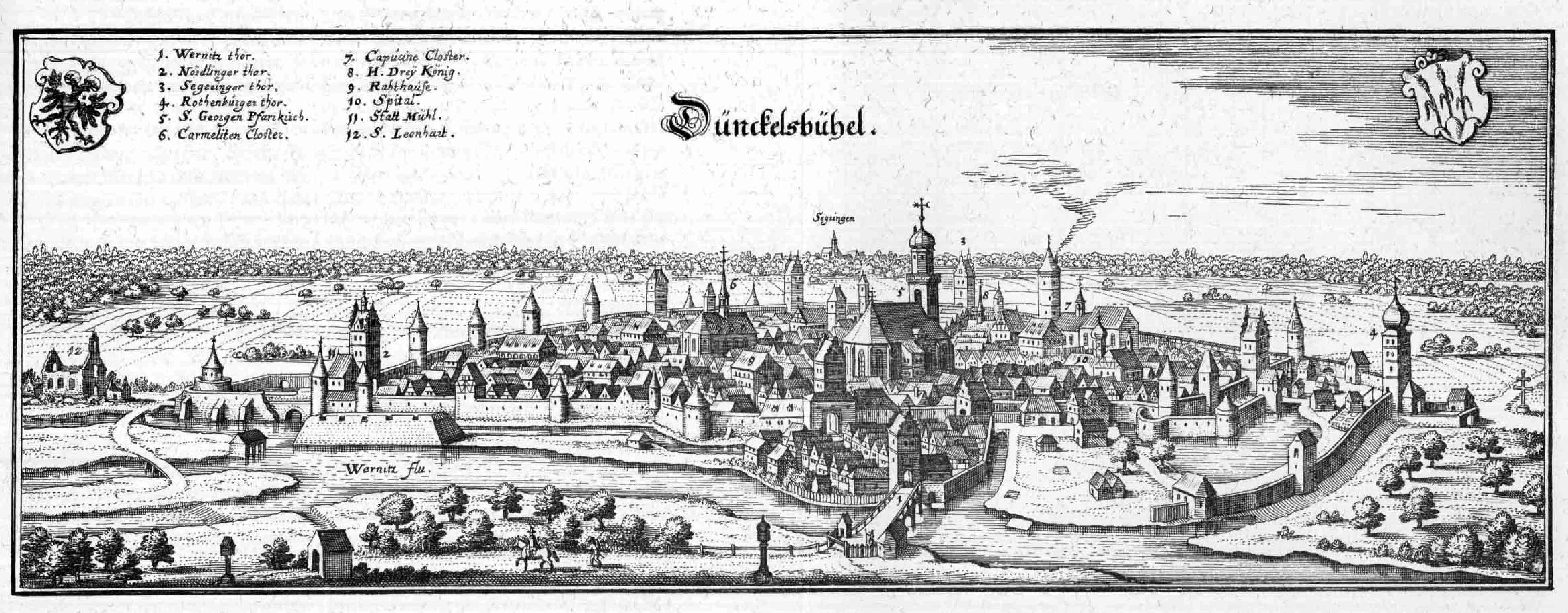
Merian: Ansicht von Dinkelsbühl

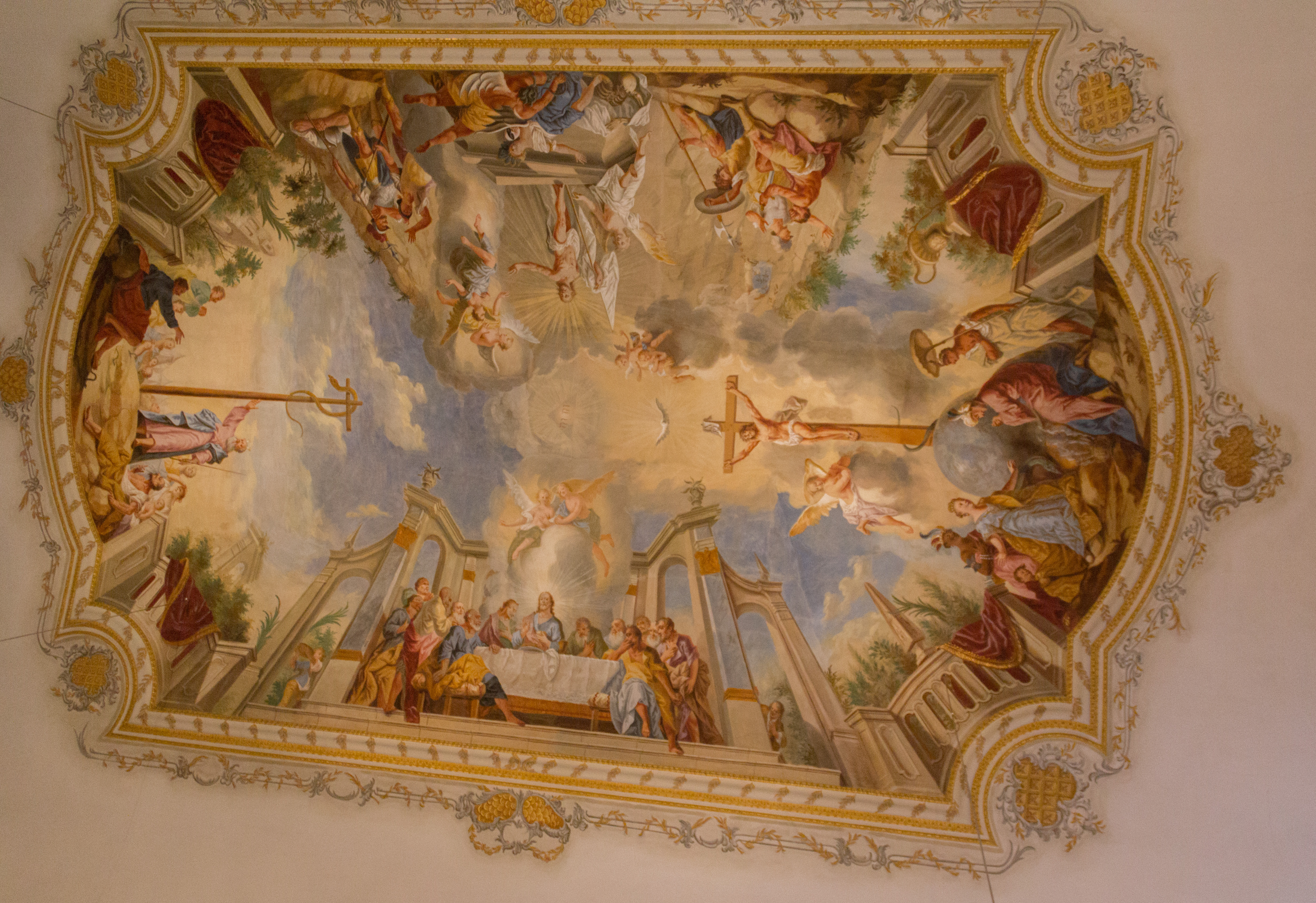
Deckenfresko der Spitalkirche

Um 1280 wurde das Spital Heilige Maria und Heiliger Geist gestiftet. Damals lag es vor dem alten Rothenburger Tor außerhalb der Stadt, das heißt nördlich vor der ersten staufischen Stadtbefestigung. Ab 1380 wurde die Anlage umfangreich umgebaut und auch durch Neubauten erweitert. Seitdem ist der Spitalhof östlich von dieser Stadtmauer und westlich von der nach Norden verlängerten Straße des Weinmarkts, die heute Dr.-Martin-Luther-Straße heißt, begrenzt.
Mit seiner langen, ockerfarbigen Front aus einstigem Pfründehaus, der integrierten Spitalkirche, der ehemaligen Friedhofsmauer und der Tormauer sowie dem Altenpflegeheim prägt es die Dr.-Martin-Luther-Straße. Die Gebäudegruppe des Spitals liegt im leicht ansteigenden Gelände zum Rothenburger Torturm und fällt stark zur Wörnitzniederung (Bleiche) ab. Deshalb musste der obere Teil des Spitalhofs mit hoher Stützmauer terrassiert werden. Sie zeigt die eingekratzte Jahreszahl 1617 und wurde 1877 mit einem Eisengitter (heute Kanthölzer) versehen. Eine Inschrift auf einer Steinplatte gibt mit „Erbaut 1893“ das Jahr der Mauererneuerung mit Stichbogenarkaden an.
Das Heilig-Geist-Spital zählte zu den reichsten Stiftungen Bayerns und war der größte Grundbesitzer der Reichsstadt. Die wichtigsten Gebäude des Spitals um 1600 teilten sich in vier Bereiche:
- Links vom Oberen Tor an der Dr.-Martin-Luther-Straße die Spitalmeierei (Landwirtschaft zur Eigenversorgung) mit Getreidestadel, der Stallscheune (Landestheater) und eine weitere große Scheune im unteren Hofbereich (1889 abgebrochen).
- Rechts neben dem Oberen Tor der Verwaltungsbau mit Gericht.
- Die Spitalkirche mit daneben liegendem Friedhof. Sie stammt aus der Zeit um 1280 und wurde um 1310 und 1445 erweitert. Im 18. Jahrhundert barockisierte man sie der Mode der Zeit entsprechend.
- Das Pfründehaus, das eigentliche Spital mit Küche (Konzertgewölbe, Kunstgewölbe), das Vorratshaus mit Kellerei (Schülerwohnheim) und das Backhaus beim Brunnen (abgegangen).

Das Spitalbad lag außerhalb der Anlage in der Spitalgasse.

## Säkularisation und Funktionswandel
Die Säkularisation von 1802/1803 war ein großer Einschnitt und beendete die Funktion des Spitals als geistliche Institution. Im Laufe der Zeit musste die Stadt die vorhandenen Gebäude sinnvoll nutzen, ohne sie durch allzu störende Um- und Neubauten zu verändern. Das ist wohl gelungen, denn es gibt noch viele denkmalgeschützte Baudenkmäler in diesem Stiftsbereich. Einige dislozierte Denkmalobjekte wurden dort wie in einem Freiluftmuseum untergebracht.

## Denkmalschutz

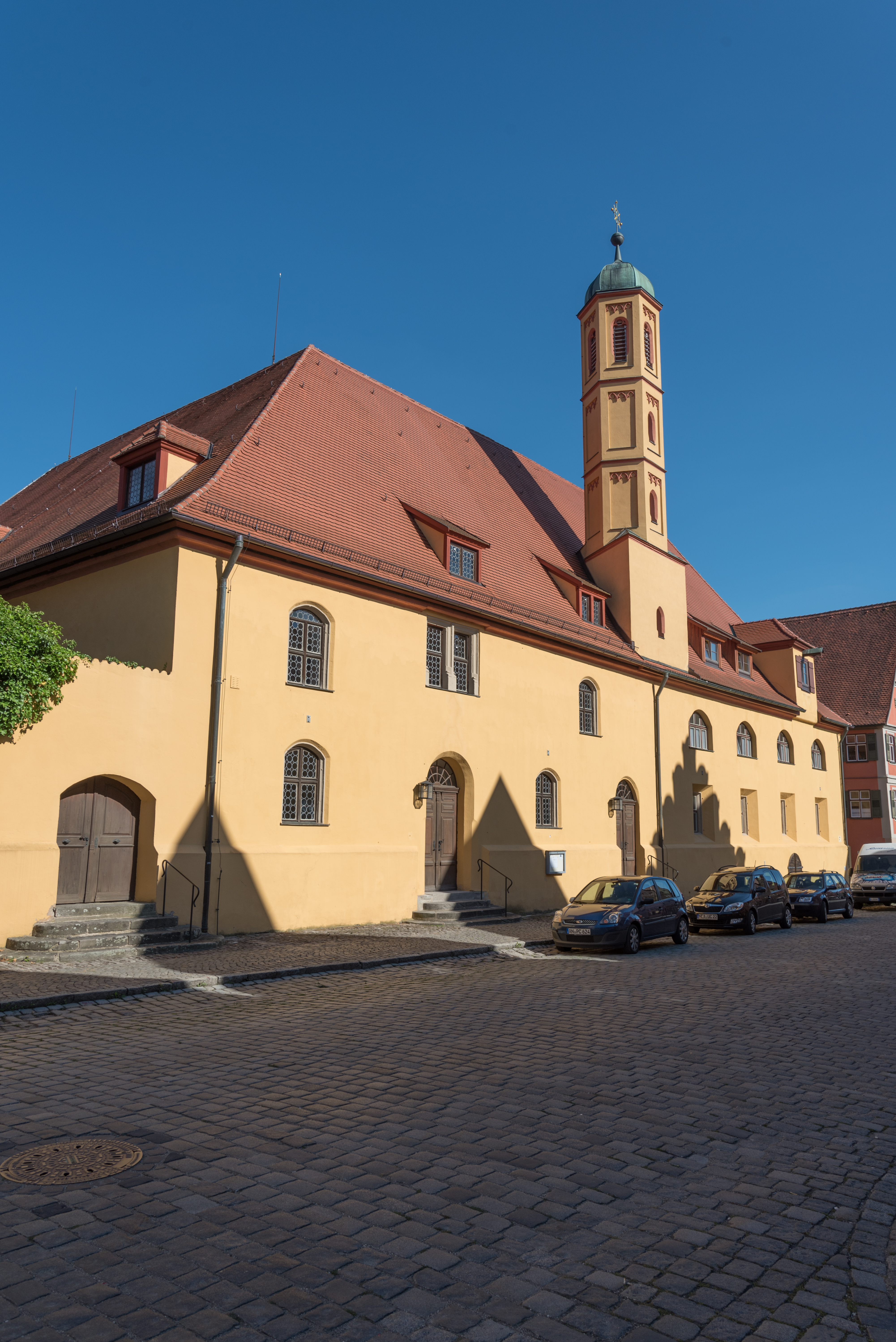
Spitalkirche

Das Spital Heilige Maria und Heiliger Geist war eine weitläufige Anlage – ursprünglich außerhalb der Stadt – mit einem Hof, der östlich begrenzt ist von der Stadtmauer. Es wurde gegründet 1280, ab 1380 ergaben sich umfangreiche Um- und Neubauten. Durch viele Zustiftungen wurde es reich und besaß weitläufige Besitzungen.

### Historische Einzelobjekte unter Denkmalschutz
- Evangelisch-Lutherische Spitalkirche,

Sie ist ein Saalbau mit Satteldach, stark eingezogenem gerade schließendem Chor, Sakristei und oktogonalem Fassadenturm mit Haubendach, errichtet 1380, verändert 1600, Um- und Einbauten im 17./18. Jahrhundert; mit Ausstattung;
- Ehemaliges Spitalgebäude, sogenannte Pfründe,

Diese zweigeschossige Dreiflügelanlage ist ein massiver Putzbau, der Südflügel mit Walmdach ist mit 1551 bezeichnet, der Ostflügel mit Schopfwalmdach ist bezeichnet mit 1774.
- Ehemaliges Waisenhaus, jetzt Historisches Museum,

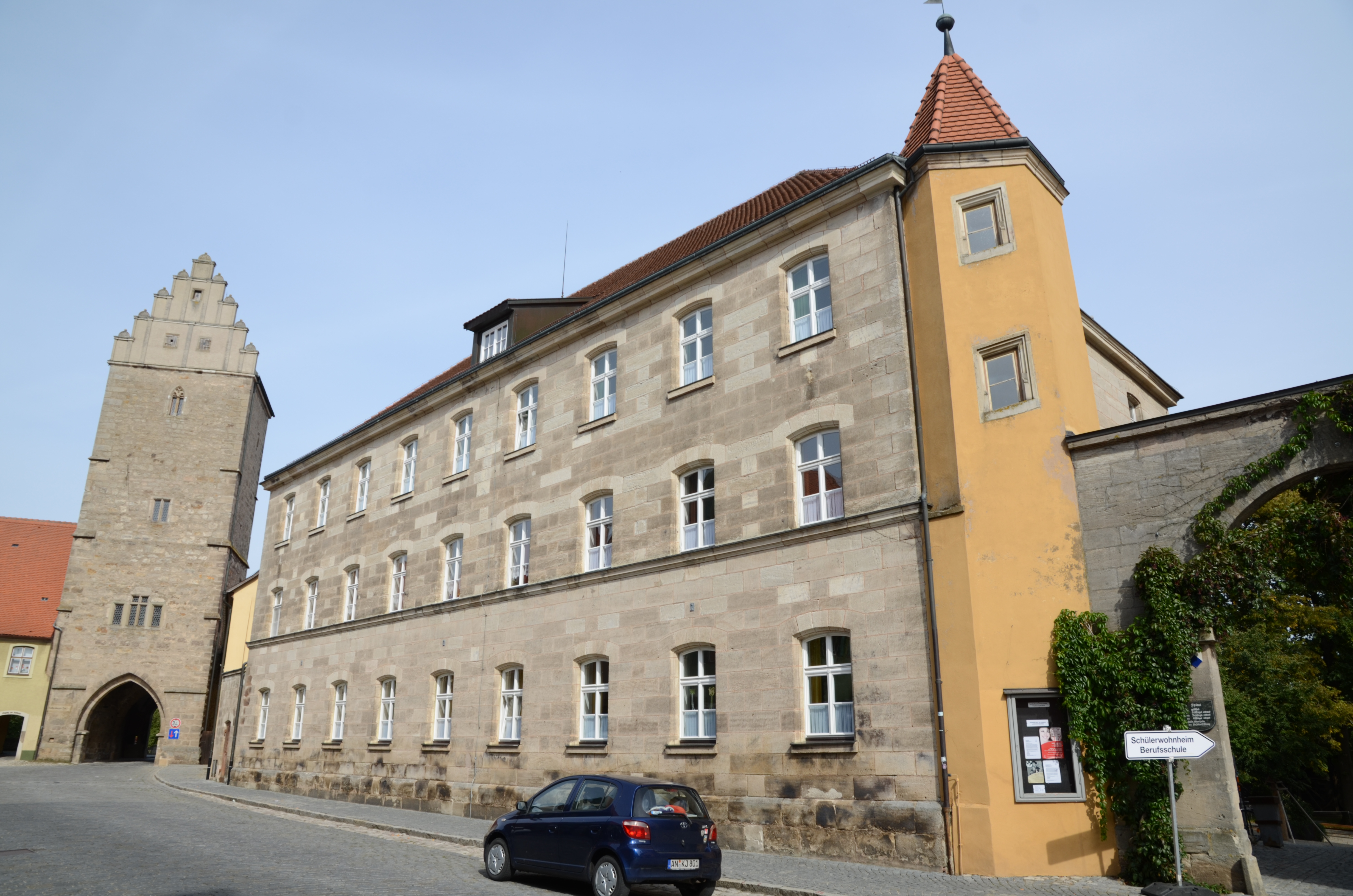
Ehemaliges Waisenhaus, jetzt Museum

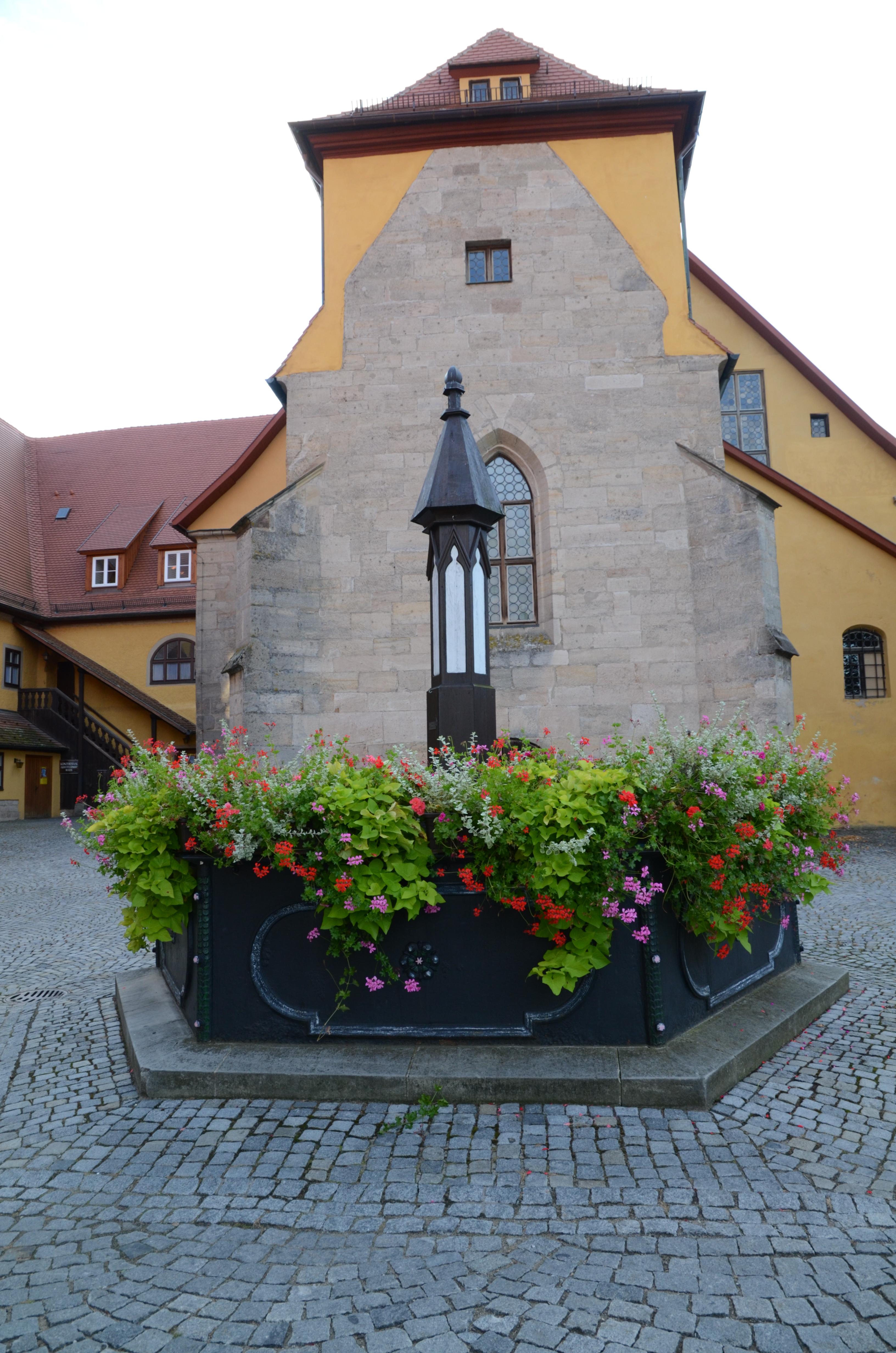
Laufbrunnen

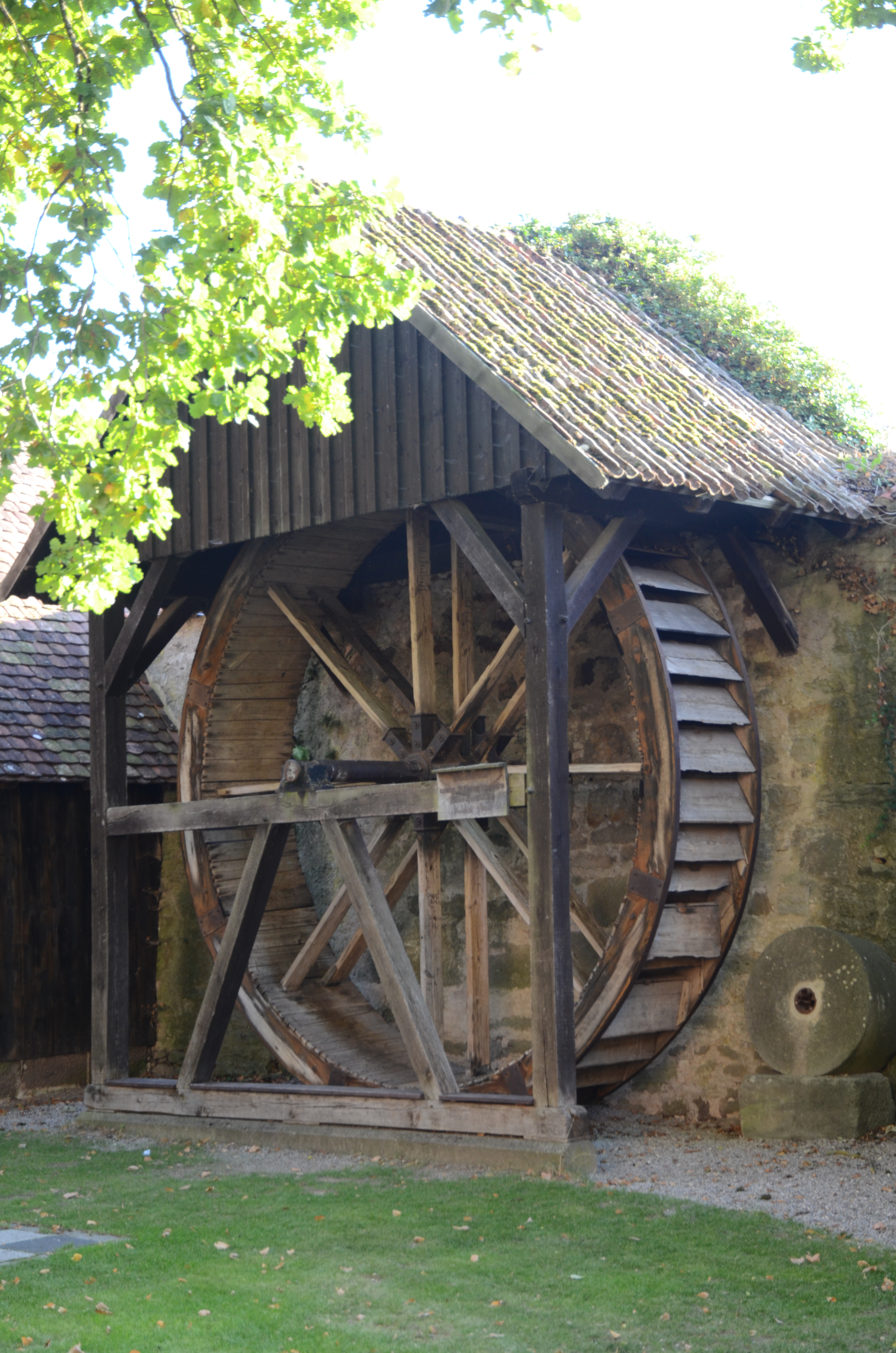
Mühlrad der Hardmühle

Dieser dreigeschossige Satteldachbau besitzt einen Schweifgiebel, hat ein vorkragendes zweites Fachwerk-Obergeschoss, einen erkerartigen Vorbau mit Arkadenhalle, einen oktogonalen Treppenturm mit Zeltdach und Dachreiter. Er ist bezeichnet mit 1599, 1698 und 1730.
Das Historische Museum zeigt in 16 Räumen Sammlungen zu Stadtgeschichte, bürgerlicher und bäuerlicher Wohnkultur, Handwerk, Waffen und religiöser Volkskunst vom 14. bis zum 20. Jahrhundert.
Einen Schwerpunkt bildet die Stadtgeschichte. Neben Stadtansichten zeigt ein Modell den ursprünglichen Kern Dinkelsbühls und seine Erweiterungen in den Jahren 1370 bis 1430.
Eine Zinngießerwerkstatt und eine Handwerkerstube der Blaudruckerei dokumentieren das Dinkelsbühler Handwerk. Besonders wertvoll ist die Zunftlade der Schreiner und Zimmerer aus der Zeit um 1600. Im zweiten Stock gibt es einen Raum für Wechselausstellungen.
- Laufbrunnen

Der Brunnen ist ein sechsseitiges Eisenbecken mit Kröpffeldern und besitzt eine Brunnensäule mit neugotischer Holzverkleidung, das Becken ist bezeichnet mit 1701, die Verkleidung stammt aus dem 19. Jahrhundert.
- Ehemaliges Krankenhaus

Dies ist ein dreigeschossiger Quaderbau mit Walmdach und seitlichem Treppenturm mit Zeltdach, Bauzeit ist das späte 19. Jahrhundert.
- Ehemaliges Gefängnis, so genannte Fronveste

Es ist ein zweigeschossiger verputzter Massivbau mit Krüppelwalmdach aus dem frühen 16. Jahrhundert.
- Ziehbrunnen

Er steht im Innenhof und besitzt eine steinerne Brunneneinfassung mit hölzernem Schwingbaum; er stammt wohl aus dem 17./18. Jahrhundert.
- Ehemalige Spitalscheune

Diese ist ein stattlicher, erdgeschossiger Massivbau (Erdgeschoss, drei Dachgeschosse mit Krüppelwalmdach und vorkragendem Fachwerkgiebel, bezeichnet mit 1541). Dort ist die Bühne des Landestheaters untergebracht. Der Umbau erfolgte bis 2006 zum „Fränkisch-Schwäbischen Landestheater Dinkelsbühl“. Der parallel zur Stadtmauer im Hang gelegene Bau steht mit dem Schopfwalmgiebel zur Niederung, mit einem Halbwalmgiebel zum Haus 6c. Die Scheune hatte im 20. Jahrhundert verschiedene städtische Nutzungen. So war hier 1914–1918 das Dinkelsbühler Vereinslazarett untergebracht, danach ein öffentliches Wannenbad.
- Einfriedung

Die stellenweise vorhandene Einfriedung ist eine hohe Quadermauer, jeweils zwischen den straßenseitigen Gebäuden, aus dem 17./18. Jahrhundert.
- Ehemaliges Wirtschaftsgebäude

Dies sind erdgeschossige Massivbauten mit Pultdach aus dem 18. Jahrhundert.
- Nebengebäude an der Stadtmauer

Es ist ein erdgeschossiger Pultdachbau aus Bruchstein aus dem 18. Jahrhundert.
- Ehemalige Kaltmangel der Färberei an der Wörnitz

Dies ist eine translozierte Holzkonstruktion mit Göpel von 1735.
- Das ehemalige Mühlrad der abgebrochenen Hardmühle stammt wohl aus dem 18./19. Jahrhundert.

### Abgegangene Bauten
- Dr.-Martin-Luther-Straße, Spitalhof: Ehemalige größte Spitalscheune (abgerissen)

Zwischen der Stallscheune (Landestheater) und dem Ostflügel des Spitals (Schülerwohnheim) stand die größte Scheune der spitalischen Landwirtschaft. Erbaut im 15. Jahrhundert, brannte der Stadel laut Ratsprotokoll 1671 ab und wurde wieder neu errichtet. Im 19. Jahrhundert wurde er abgerissen.
- Dr.-Martin-Luther-Straße, Spitalhof: Ehemaliges Backhaus (abgerissen)

Vor dem ehemaligen Spitalfriedhof und zwischen dem ehemaligen Verwaltungshaus/Spitalgericht und dem Brunnen stand einst das Backhaus des Spitals.

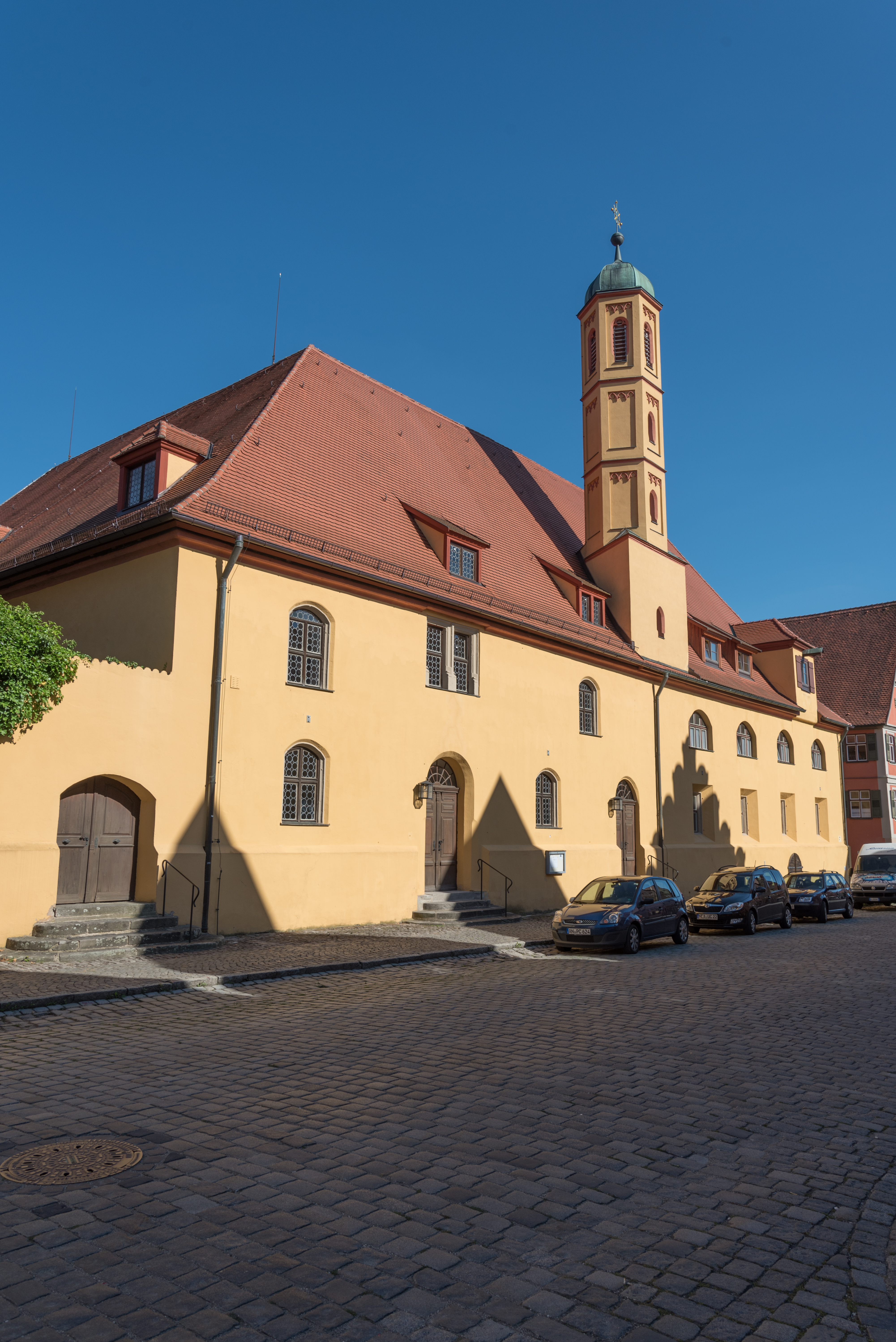
Spitalkirche
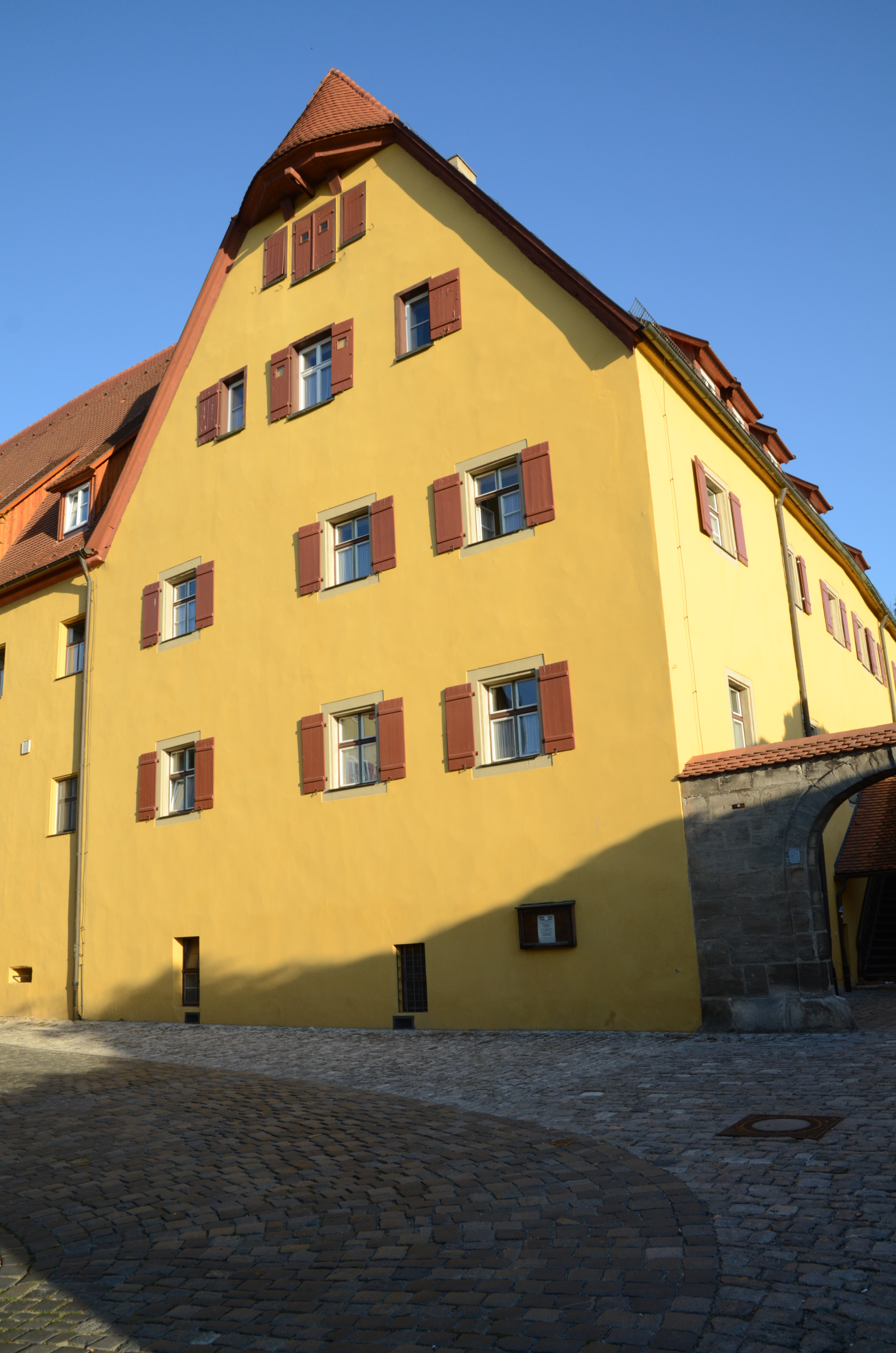
Pfründe
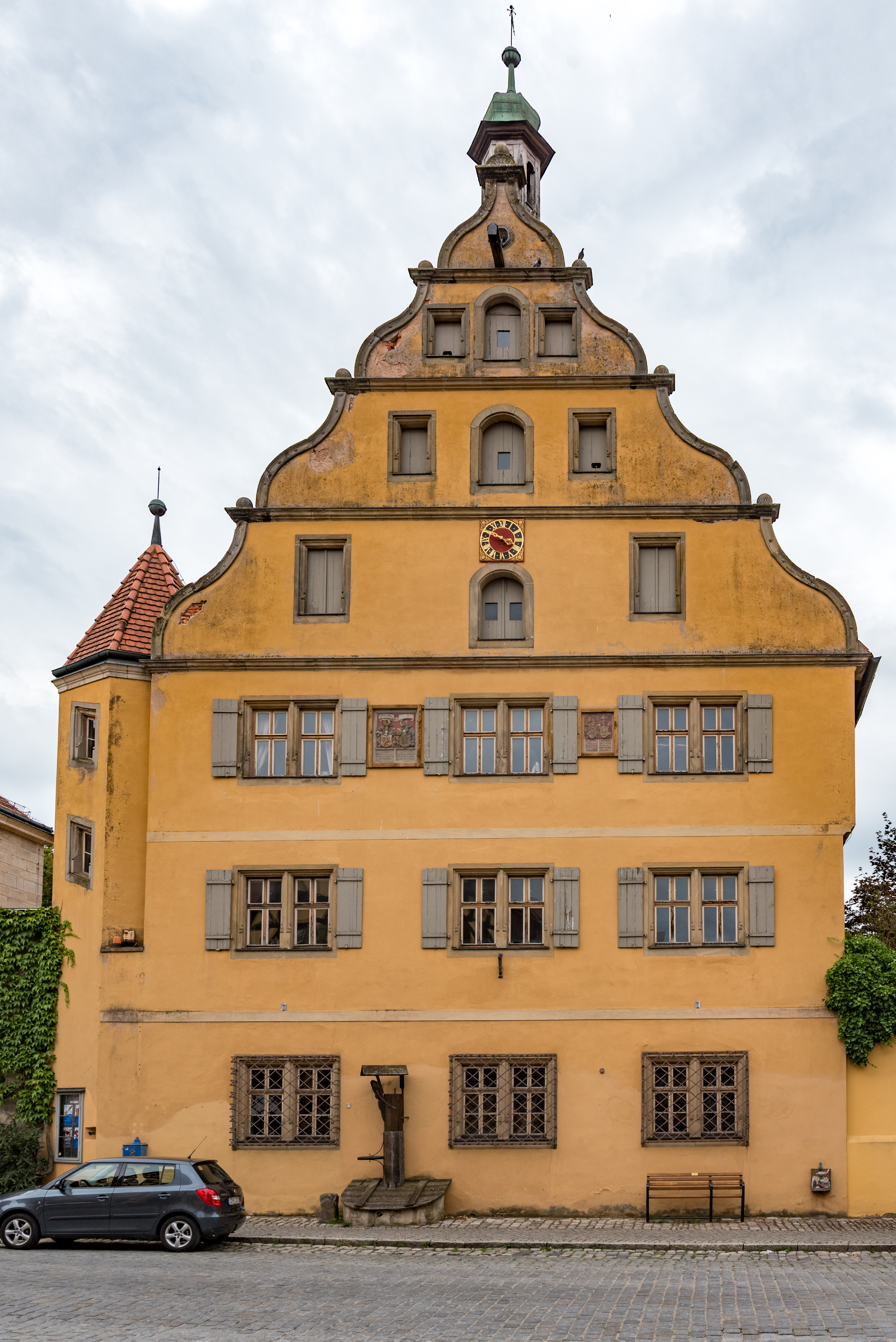
Ehemaliges Krankenhaus
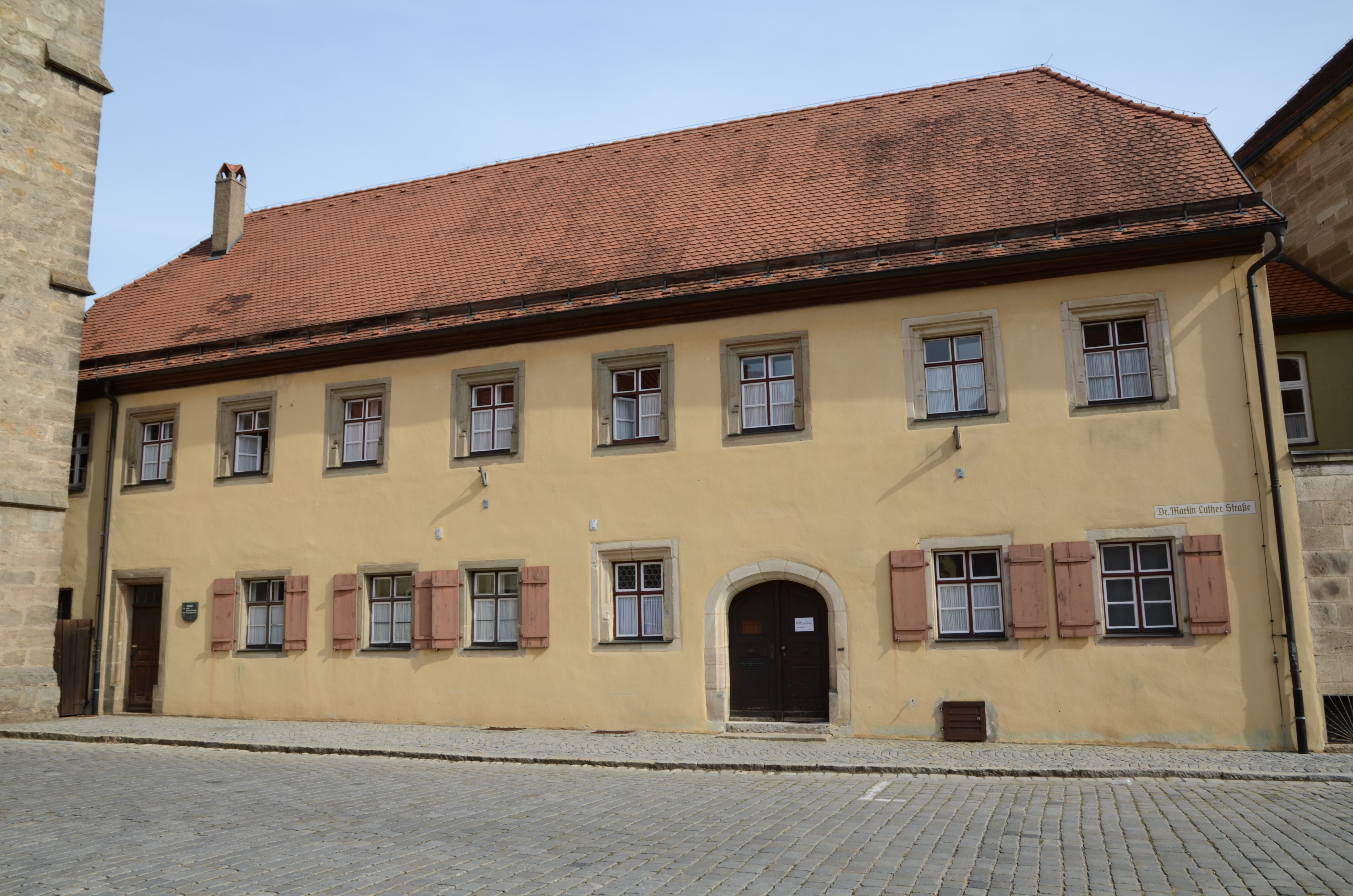
Ehemaliges Gefängnis
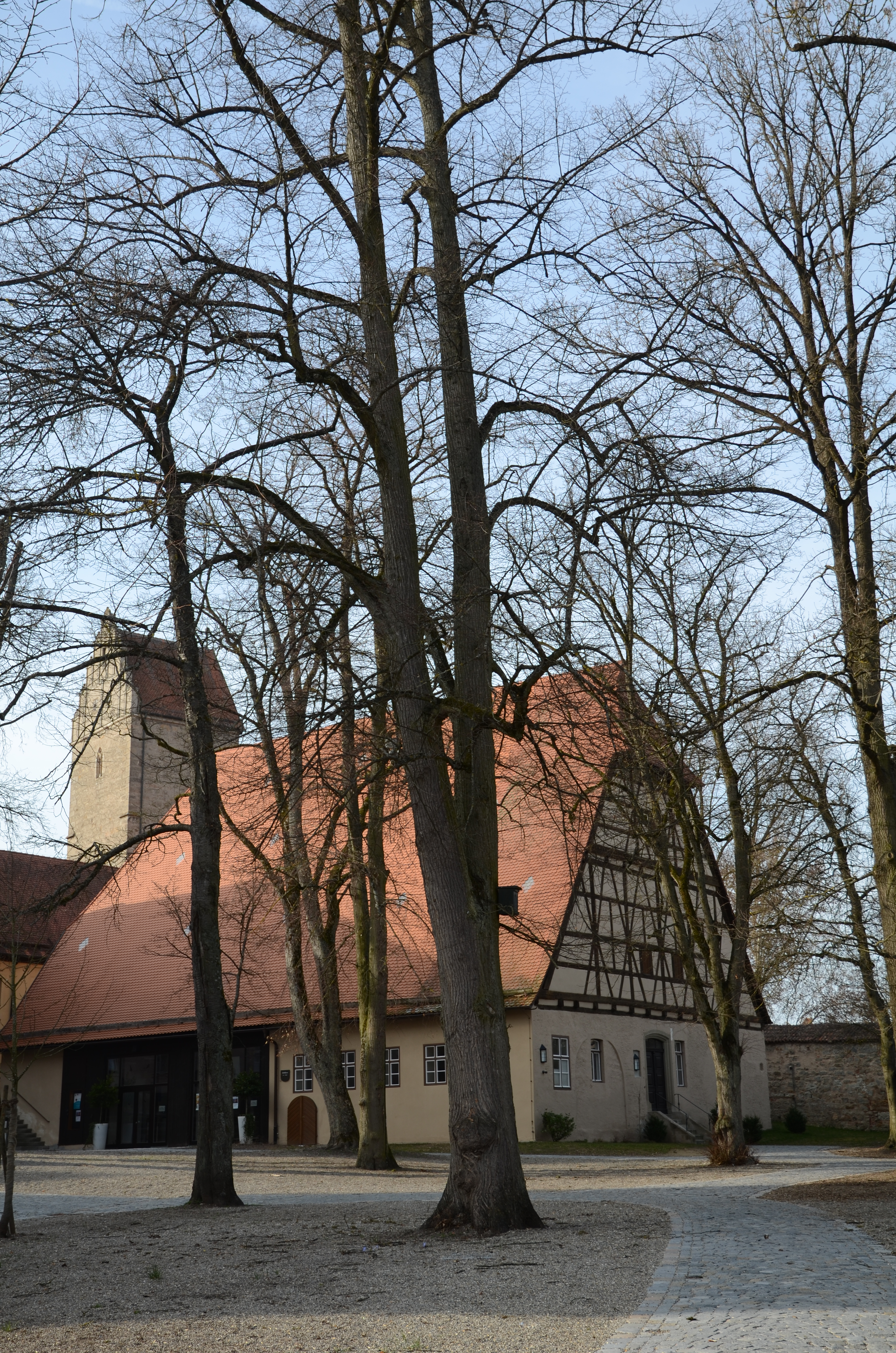
Spitalscheune
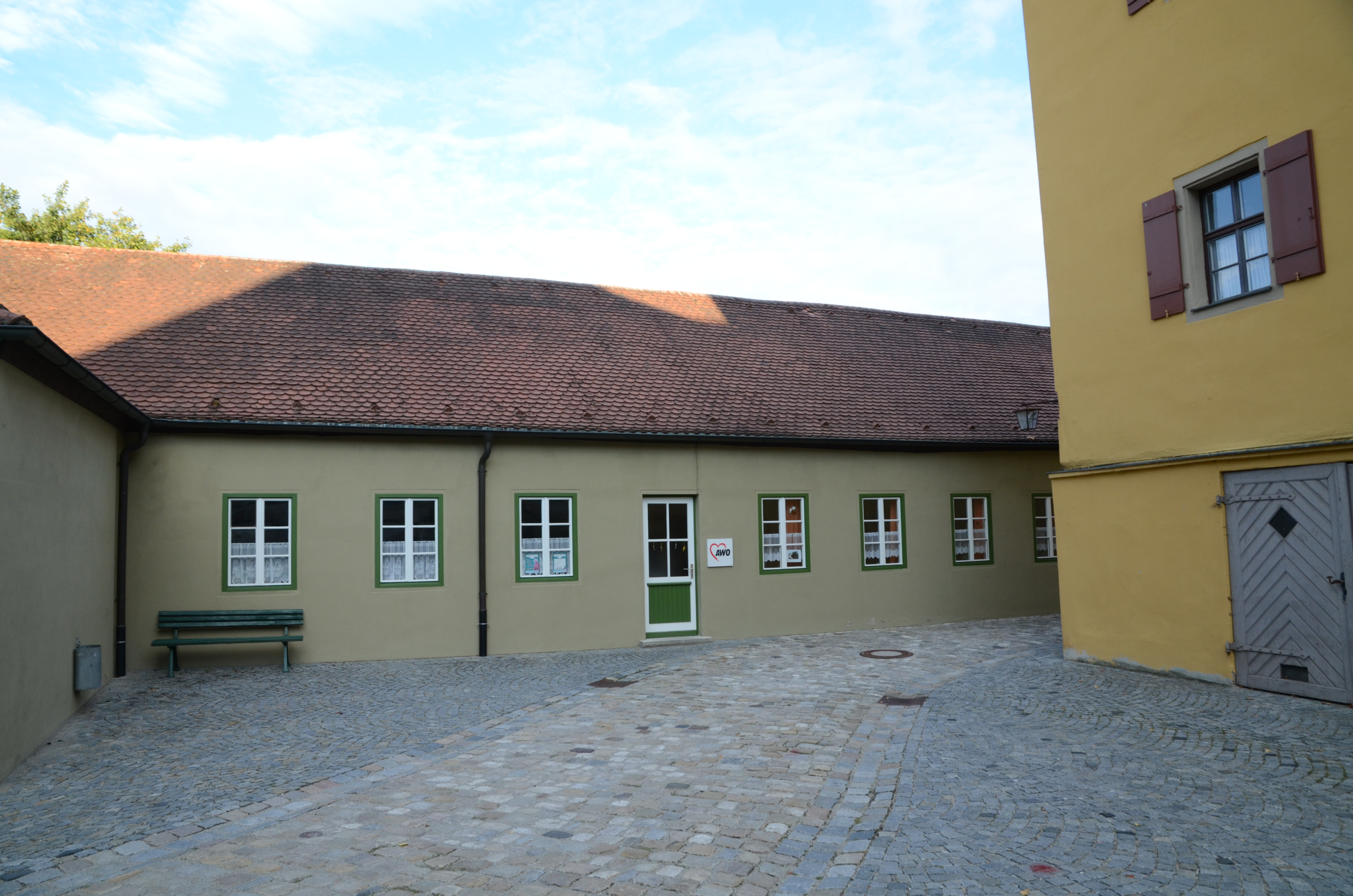
Nebengebäude

Dieser Baudenkmals-Komplex ist wohl deswegen kein Ensemble mehr, weil zu viel alte Bausubstanz durch Umbauten zerstört worden ist. Dennoch sind die vorhandenen Teildenkmäler beeindruckend und ergeben ein gutes Bild von dem Reichtum der damaligen Stiftung.

## Spitalkirche
Die Spitalkirche hat eine bewegte Bau- und Umbaugeschichte. Sie wurde um 1280 als Hospitalkirchensaal erbaut, um 1310 gab es eine Chor- und Schifferweiterung, um 1445 entstand der heutige Bau. Aus dem Jahr 1537 stammt der evangelische einmalige, ursprüngliche Schrift-Bild-Altar. Nach dem Verbot des evangelischen Gottesdienstes durch den katholischen Rat ab 1555 war die Spitalkirche erst seit 1567 wieder evangelisch.
1771–1774 wurde das Innere zu einer klassizistisch beeinflussten Spätrokokokirche mit doppelten Emporen und einem Muldengewölbe umgestaltet. Das für eine evangelische Kirche seltene Deckengemälde, das Predigtfresko „Erlösung“, wurde 1774 von Johann Nepomuk Nieberlein aus Ellwangen angefertigt.
Sie war die Hauptkirche der Protestanten in Dinkelsbühl, bis 1843 die St.-Pauls-Kirche fertiggestellt war. Seitdem ist sie die zweite Pfarrkirche der Evangelisch-Lutherischen Pfarrgemeinde.